# Брадфорд Вест Гвилимбери (Онтарио)
Брадфорд Вест Гвилимбери (енгл. Bradford West Gwillimbury) је градић у Канади у покрајини Онтарио. Према резултатима пописа 2011. у граду је живело 28.077 становника.

## Становништво
Према резултатима пописа становништва из 2011. у граду је живело 28.077 становника, што је за 16,8% више у односу на попис из 2006. када је регистровано 24.039 житеља.
| 2006.  | 2011.  |
| ------ | ------ |
| 24.039 | 28.077 |